# Cunning Stunts
A Cunning Stunts az amerikai Metallica együttes 1998. december 8-án, VHS majd DVD formátumokban megjelent koncertfilmje. A koncertet 1997. május 9-én és 10-én vették fel, amikor a zenekar a 13500 férőhelyes Fort Worthban fekvő Fort Worth Convention Center-ben lépett fel egymást követő két napon. Az Elektra Records kiadásában megjelent kiadvány a koncerten kívül zenekari interjúkat, dokumentumfilmet,  színfalak mögött készült felvételeket, valamint egy 1000 fotóból álló fotógalériát is magába foglal. Az előadások közül három dalnak több kameraállásból rögzített szöge van. A DVD címe a stunning cunts kifejezés spoonerizmusa, amely olyan hiba a beszédben, amelyben a megfelelő , magánhangzók vagy morfémák két mondat között kerülnek kifejezésre egy kifejezésben.
Az Enter Sandman előadása közben egy megrendezett tragédia játszódik le. Miközben az együttes zenél, pirotechnikával kísérve az egész színpad összeomlik és felrobban, továbbá két technikus is meggyullad. Az egyikük körbefutja a színpadot, míg a másik egy kötélen a mennyezet felé föltekeredik. A felvétel egyike azon kevés Metallica koncertnek, amely nem tartalmazza az „Ecstasy of Gold” -ot intro-ként. A koncerten a közönségkedvenc régi darabok (Creeping Death, One, Enter Sandman, Master of Puppets) éppúgy helyet kapnak, mint a Load éra dalai. Heather Phares az AllMusic kritikusa 4 és fél pontot adott rá az ötből, és megjegyezte, hogy az éles kép és a  Dolby 5.1 Surround hangzás révén, a Metallica a valaha készített legjobb koncert DVD-ket kínálja a rajongóinak. 2004. február 26-án az RIAA 3x-os platinalemezzé nyilvánította az Egyesült Államokban.

## Számlista
Összes dal szerzője Metallica

### DVD 1
|     | Cím | Hossz |
| --- | --- | ----- |
| 1.  | Bad Seed Jam/So What? | 5:34  |
| 2.  | Creeping Death | 6:49  |
| 3.  | Sad but True | 6:31  |
| 4.  | Ain't My Bitch (Több kameraállás) | 6:27  |
| 5.  | Hero of the Day | 4:18  |
| 6.  | King Nothing | 5:29  |
| 7.  | One | 7:23  |
| 8.  | Fuel (Demo Verzió) | 5:50  |
| 9.  | Bass/Guitar jam (Egyveleg My Friend of Misery, és Welcome Home (Sanitarium))                                                                      | 3:55  |
| 10. | Nothing Else Matters | 6:05  |
| 11. | Until It Sleeps | 4:17  |
| 12. | For Whom the Bell Tolls (Több kameraállás) | 5:51  |
| 13. | Wherever I May Roam (Több kameraállás) | 7:14  |
| 14. | Fade to Black | 8:29  |
| 15. | Kill/Ride Medley - 1: Ride the Lightning - 2: No Remorse - 3: Hit the Lights - 4: The Four Horsemen - 5: Seek & Destroy - 6: Fight Fire with Fire | 16:10 |

### DVD 2
|    | Cím                                     | Hossz |
| -- | --------------------------------------- | ----- |
| 1. | Leper Messiah Jam/Last Caress           | 5:28  |
| 2. | Master of Puppets (rövidített verzió)   | 3:43  |
| 3. | Enter Sandman                           | 7:36  |
| 4. | Cure Jam/Am I Evil? (rövidített verzió) | 7:04  |
| 5. | Motorbreath                             | 3:16  |

## Közreműködők
Metallica
- James Hetfield - ének, ritmusgitár
- Kirk Hammett - szólógitár, vokál
- Jason Newsted - basszusgitár, vokál
- Lars Ulrich - dobok

Produkció
- Andie Airfix – Grafika, tervezés
- Anton Corbijn – Fotók
- Wayne Isham – Rendező